# 스쿌둥 일족의 사가
《스쿌둥 일족의 사가》(고대 노르드어: Skjǫldunga saga 스쿌둥가 사가)는 덴마크의 전설적 왕조인 스쿌둥 왕가에 대한 노르드어 사가이다. 고대 영어 서사시 《베오울프》에도 같은 이름의 왕가가 등장한다. 이 사가의 원본은 소실되었으나 아이슬란드의 아른그리뮈르 욘손이 내용 일부를 라틴어로 옮겨놓은 것이 있고, 《올라프 트뤼그바손의 위대한 사가》, 《라그나르의 아들들에 관한 사트르》 등의 다른 작품들 속에 그 내용 파편이 보존되어 있을 것으로 생각된다.
《고대의 어떤 왕들의 사가 파편》이 《스쿌둥 일족의 사가》, 특히 그 후기 판본에 기반한 물건으로 생각된다.